# Runabout (Bootstyp)

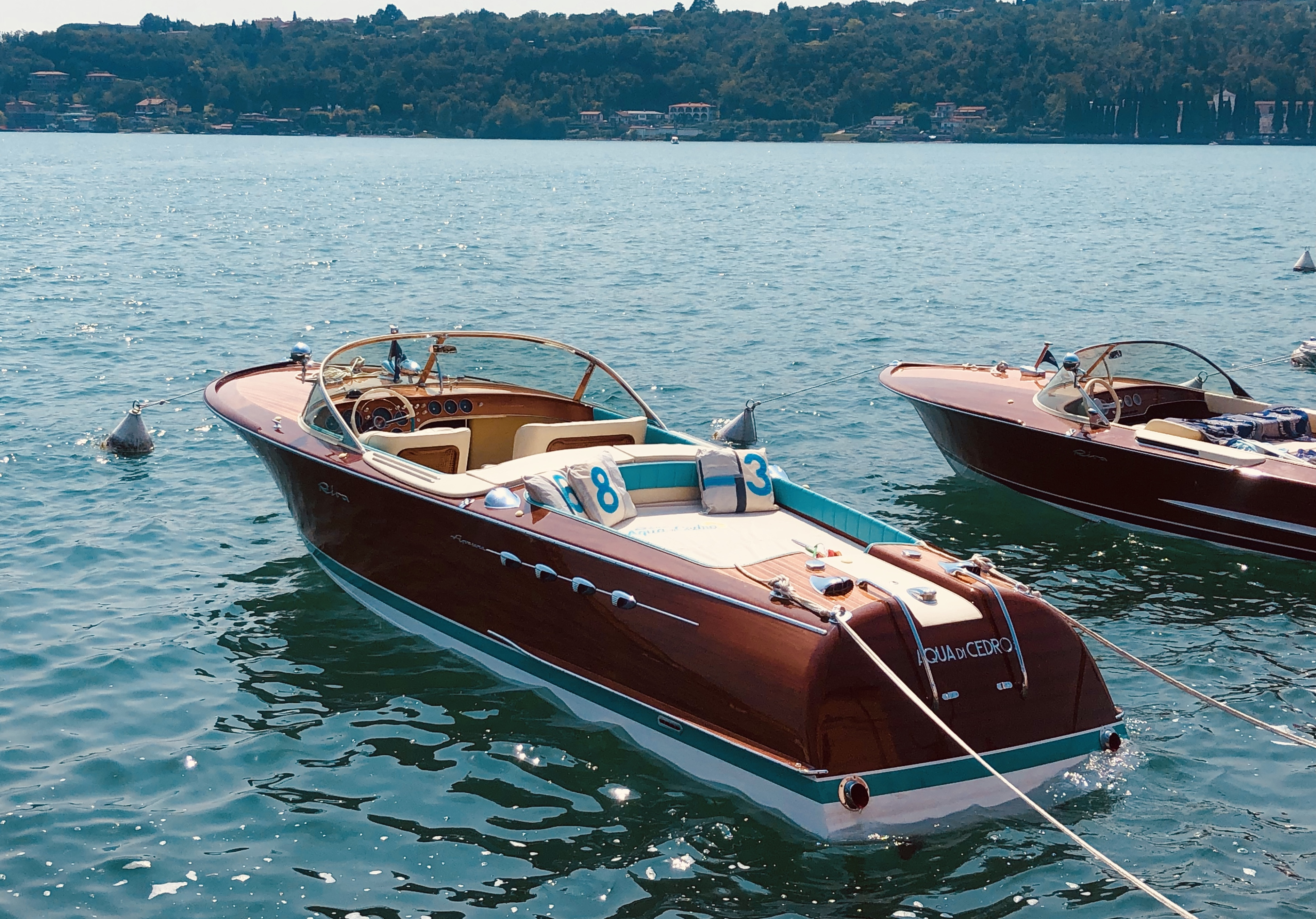
Runabout Aquarama von Rivaboot

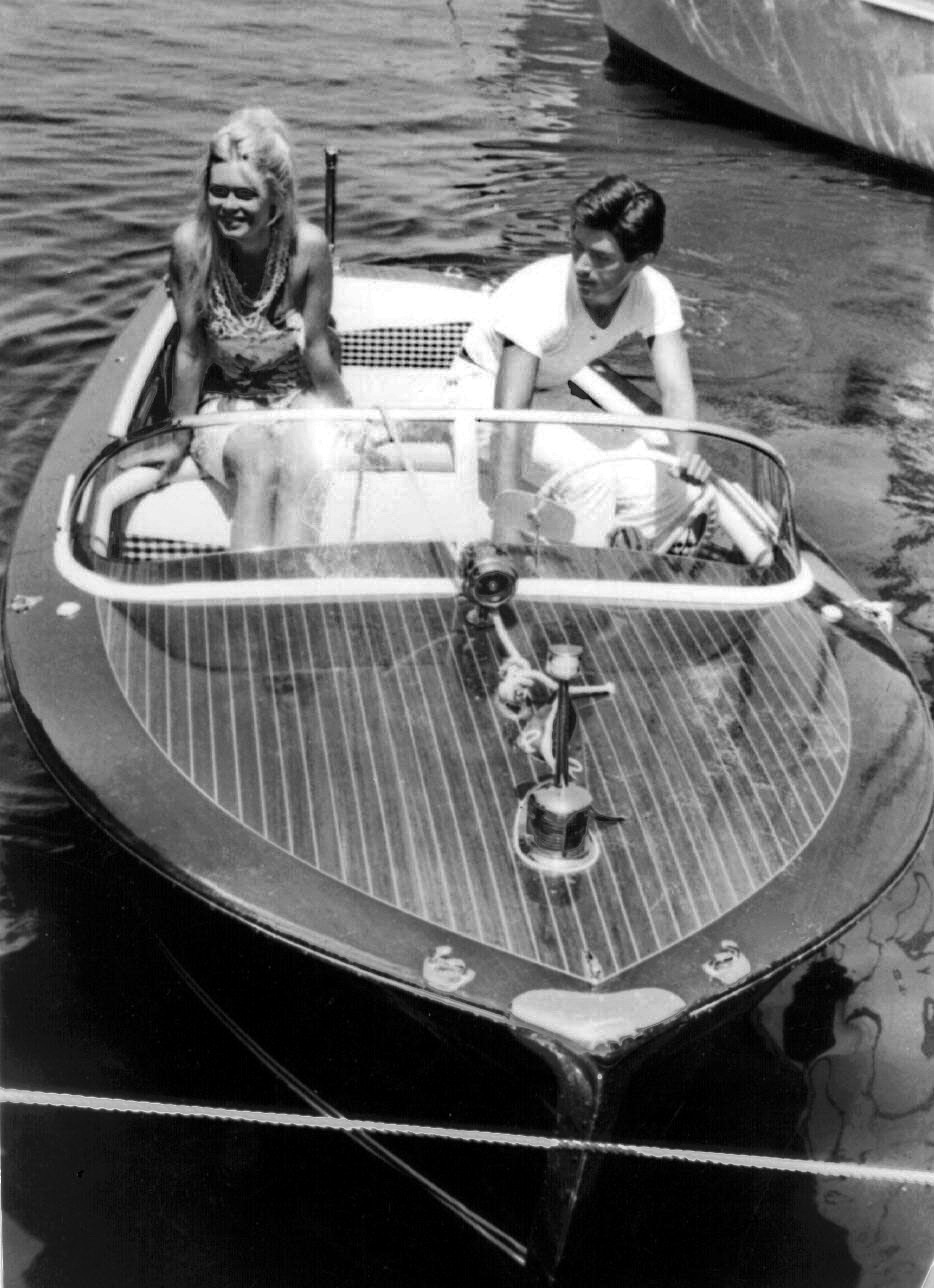
Brigitte Bardot 1963 in einem Rivaboot

Ein Runabout (englisch umgangssprachlich „kleiner Flitzer“) ist ein offenes Sportboot mit zwei bis acht Sitzplätzen, geschlossenem Vorderdeck und oft einer Liegefläche zum Sonnenbaden. 
Der Beginn dieser Entwicklung waren Holzboote, die von übrig gebliebenen Flugzeugmotoren aus dem Ersten Weltkrieg angetrieben wurden; in Amerika waren sie in den 1920er Jahren zu sehen. Die Blütezeit der Runabouts waren die 1950er und 1960er Jahre. Berühmte Hersteller sind Chris-Craft aus den Vereinigten Staaten und Riva Motorboote aus Italien. 
Runabouts waren ursprünglich reine Luxusboote, meist aus Mahagoni und beliebt als Vergnügungsboote für die oberen Zehntausend. Später entwickelten sich aus diesem Typ die Wasserski- und Wakeboard-Zugboote.